# Centro (Bemori)
Centro (deutsch Zentrum) ist eine osttimoresische Aldeia. Sie liegt im Süden des Sucos Bemori (Verwaltungsamt Nain Feto, Gemeinde Dili). In Centro leben 761 Menschen (2015).
Centro grenzt im Südwesten an die Aldeia My Friend. Jenseits der Rua Dom José Ribeiro und des Betts des Mota Bidau liegt im Nordwesten der Suco Santa Cruz und im Norden die Aldeias Baba Liu Rai Leste und Baba Liu Rai Oeste. Im Nordosten befindet sich der Suco Culu Hun, im Osten die Aldeia Has Laran und im Süden, jenseits der Rua Fonte dos Namorados, der Suco Lahane Oriental.